# Реални сделки
Реални са сделките, които включват във фактическия си състав допълнителен елемент, предвиден в закона (най-често действия по фактическо предаване на вещи). Също така страните могат да предвидят, че определено действие по изпълнение на задълженията на едната от тях е отлагателно условие, чието сбъдване ще има обратно действие. Тези действия са предпоставка за пораждане на правните последици от сделката. Допълнителният елемент се изисква, понеже уредбата на съответния договор е в обществен интерес и има императивен характер. До предаването простото съгласие може да има значението на предварителен договор. Реален договор е заемът.